# 魔街理髮師 (2007年電影)
《魔街理髮師》（英語：Sweeney Todd: The Demon Barber of Fleet Street）是一部2007年的以歌舞片为形式的砍杀电影，由蒂姆波顿执导，改编自1979年获得托尼奖的同名音乐剧。这部电影重述了在维多利亚时代背景下，英国理发师兼连环杀手陶德（约翰尼·德普饰）的故事。陶德因法官特平（艾伦里克曼饰）故意误判并流放他以夺走他的妻子而对其进行报复。与此同时，他一一谋杀理发店的顾客，并在同谋洛维特夫人（海伦娜·博纳姆·卡特饰）的协助下将他们的尸体加工做成肉馅饼。
在学生时代，波顿就被桑德海姆音乐剧电影级的品質深深震撼。在1980年代初，他就萌生了制作电影版本的想法。然而，直到2006年他才把握到了实现这一野心的机会。当时梦工厂影业任命他接替致力于该音乐剧改编的导演萨姆·门德斯。虽然桑德海姆没有直接参与，但他在影片制作过程中提供了诸多建议。非歌手出身的德普通过上课来为他的角色做准备。制片人理查·赛纳克承认这是一场巨大的赌博。
《理发师陶德》分别于2007年12月21日和2008年1月15日在美国和英国上映。该影片的全球票房超过1.5亿美元，并因其演员的精湛表演，音乐配乐，服装和布景设计以及对1979年音乐剧的高度还原而广受好评。

## 情节
1846年，理发师本杰明巴克在水手安东尼霍普的陪伴下来到伦敦。15年前，残忍腐败的法官特平仅仅是因为对巴克的妻子露西情有独钟而诬陷巴克并将他终身流放到澳大利亚。巴克在逃离监狱后以斯威尼陶德的名字回到了他在舰队街的老店。楼下便是内莉洛维特的肉馅饼店，她在那儿出售号称 “伦敦最差劲” 的馅饼。洛维特告诉他，特平在他刚被流放的时候就强奸了露西，露西随后服砒霜自尽。这对夫妇的女儿约翰娜现在受特平的监护。单恋陶德的洛维特向他展示了他的旧直剃刀，陶德便发誓要报仇，重操旧业。同时，安东尼迷上了约翰娜，但此事被特平发现，他也被特平的心腹比德尔班福德驱车送走。
陶德称假扮意大利人的理发师阿道夫倍耐力的生发剂是一场骗局，并在班福德评判的公开剃须比赛中羞辱了他。几天后，倍耐力和他的男助理托比亚斯拉格来到陶德的理发店。倍耐力自称是陶德的前助理戴维科林斯，并威胁要透露陶德的秘密，除非陶德给他一半的收入。陶德用茶壶将倍耐力打晕，把他藏在箱子里，后来发现他还有口气的时候割开了他的喉咙。
在班福德的建议下，特平来到陶德的理发店进行美容，并说自己打算与约翰娜结婚。就在陶德正要准备割开特平的喉咙时，安东尼突然出现，并在没有发现特平本人也在场的情况下向陶德透露了他与约翰娜私奔的计划。特平听后大发雷霆，破门而出。陶德发誓要报复全世界：在等待杀害特平的机会的同时，他要尽可能多的杀人。洛维特想到了将受害者做成馅饼的点子，陶德也将理发椅改造，这样就可以通过陷阱门将受害者的尸体送到洛维特的烘焙屋。同时，安东尼正苦苦寻找约翰娜，殊不知特平在发现他们的私奔计划后就立即将她送到了精神病人收容院。
随着理发店和馅饼生意的兴隆，洛维特将托比亚斯雇为自己的助手，并告诉了陶德她想要和他结婚并搬到海边生活的计划，然而陶德并不以为然。安东尼打听到了约翰娜的下落，并在陶德的建议下伪装成假发师的学徒，进入疯人院去营救她。陶德让托比亚斯将一封信递送给特平，信中告诉了他约翰娜被安东尼解放后会被带到的地址。托比亚斯对陶德变得警惕，他将自己的怀疑告诉了洛维特，并发誓会保护她。
班福德来到馅饼店，告诉洛维特说附近的居民对从她烟囱冒出的臭味意见很大。为了分散他的注意力，陶德主动提出可以为他提供美容服务，并借机杀死了他。洛维特将托比亚斯告诉自己的疑虑传达给了陶德，随后两人一起寻找托比亚斯。然而，他在发现维洛特的烘焙屋中发现人类尸体残骸后就藏在了下水道里。同时，安东尼将假扮成水手的约翰娜带到了理发店，让她在那里等候，他则离开去寻找陶德。
一个女乞丐到理发店里寻找班福德，约翰娜在她进入房间前就躲到了箱子里。女乞丐认出了陶德，但在听到特平的脚步声时，陶德就将她杀死并把尸体通过陷阱们滑送到了楼下。特平进门后，陶德告诉他说约翰娜已经悔改且决定要回到他的身边。同时他也主动提出给特平提供免费剃须服务。当特平终于认出陶德其实就是本杰明巴克时，陶德向他刺了数刀，割破了他的喉，最终将他丢进了烘焙屋的烤箱。约翰娜随后从藏身处出来，陶德没有认出水手打扮的约翰娜其实是自己的亲生女儿，并打算也将她杀死。然而，此时从地下室传来洛维特惊恐的尖叫声，原来是未死透的特平在拉扯她的裙摆。此时陶德决定饶约翰娜一命，并对她说道，“忘记我的样子”。
陶德后来发现那个女乞丐其实是他现在的亡妻露西。之所以他一直以为露西已经去世，是因为洛维特故意误导他，这样她就可以将自己占为己有了。雷霆暴怒的陶德假装自己原谅了她，并和她疯狂地跳舞。最后，他趁机将洛维特丢进了火炉，并将露西的尸体抱在怀中。此时的陶德已经失去继续活下去的希望，当从下水道出来的托比亚斯重新出现在他面前时，他让托比亚斯用自己的剃刀割开喉咙。就在陶德为他死去的妻子流血致死时，托比亚斯扬长而去。

## 演员
- 约翰尼·德普 饰 斯威尼陶德
- 海伦娜·博纳姆·卡特 饰 内莉洛维特
- 艾伦·里克曼 饰 特平法官
- 蒂莫西·斯波 饰 比德尔班福德
- 杰恩·怀斯纳 饰 约翰娜巴克
- 萨莎·拜伦·科恩 饰 阿道夫倍耐力
- 劳拉·米歇尔·凯利 饰 露西巴克
- 杰米·坎贝尔·鲍尔 饰 安东尼霍普
- 埃德·桑德斯 饰 托比亚斯

## 制作

### 发展
1980年，蒂姆波顿作为加州艺术学院的学生在伦敦求学时第一次观赏了1979年史蒂芬桑德海姆的舞台音乐剧《理发师陶德》。波顿回忆起自己看这部剧的经历，说道：“我那时还是个学生，我并不知道我会是做电影还是在餐厅打工。我完全不知道我将来会做什么。我在某一天漫步到剧院，我观看的这部音乐剧让我大开眼界，因为我从来没有真正看过融合了所有元素的东西。因为我实在太喜欢它了，我接下来的连续三天晚上都去了剧院。”波顿当时并不是一个音乐舞台剧迷，但是他对这部音乐剧的电影性感到震惊，并多次观看了随后的演出。  他将该音乐剧形容为带有音乐的默片，并且被其音乐和其营造的恐怖感所深深吸引。当波顿的导演事业在1980年代晚期飞黄腾达时，他将自己想要将音乐剧改编成电影的想法告诉了桑德海姆，但没有任何结果。桑德海姆后来说：“波顿把注意力放在了其他事情上。
导演山姆门德斯多年来一直致力于将该故事改编成电影，桑德海姆在2003年被邀请去撰写剧本。  尽管他拒绝了这项提议，门德斯和制片人沃尔特帕克斯在获得批准后请用了作家约翰洛根。洛根和帕克斯曾在制作《角斗士》时有合作关系，前者声称他在改编桑德海姆舞台剧时面临的最大挑战是“如何将一部庞大宏伟的百老汇音乐剧变成情感真实的影片。在舞台上，你可以让合唱团像伦敦的人们一样歌唱，但是我认为在电影中这样做会产生疏远感。” 门德斯为了执导电影《平头日记》而中途推出，波顿在电影《信不信由你》因过高的预算而被弃后替代了门德斯的位置。  
波顿在加入后便与洛根一起修改了剧本。洛根认为他们对电影基调的认同来自于“他们都经历了观看Amicus电影的发育迟缓的童年”。为了将三个小时时长的音乐剧改编成电影，他们需要做出一些改变。一些歌曲被缩短了，另外一些直接被删除。 波顿说：“音乐剧演出长达三个小时，但是我们不是要拍百老汇演出，而是要拍电影。所以我们尽量保持像那些老情节剧一样的节奏。桑德海姆本人不是一个音乐剧电影迷，所以他挺愿意打造出一部快节奏的影片。”波顿和洛根同时还减弱了其他次要元素的重要性，比如陶德的女儿约翰娜和安东尼的浪漫桥段，这样就可以把焦点放在陶德，洛维特和托比亚斯的“三角恋”情节上。  

### 选角
梦工厂于2006年8月任命波顿为导演，约翰尼·德普饰演陶德 克里斯托弗·李、彼得鲍尔斯、安东尼·希德，和其他五位演员原计划扮演幽灵解说员，但他们的戏份均被删除（海德最后有幸扮演了在剃须比赛后向陶德表示祝贺的绅士角色）。根据李的说法，德普女儿的病愈导致了拍摄于2007年3月中断，而紧凑的拍摄进度则导致了这些戏份的删减  萨莎·拜伦·科恩和波顿的妻子海伦娜·博纳姆·卡特均在2006年10月被选中。   同年12月，艾伦瑞克曼被选中。  2007年1月，劳拉米歇尔凯利被选中扮演露西巴克一角。 蒂莫西·斯波随后加入演员阵容，他回忆道：“我真的很想抓住这个机会，我知道蒂姆会执导这部电影，约翰尼也会出现在电影中。我的小女儿也因这个原因一直催促我去参加试镜。她到片场去见了德普，他也很开心见到她，她玩儿得很开心。后来我又把她带去了庆功派对，德普就像对待老朋友一样接待了她。他们聊天的时候我吃了很多的巧克力布朗尼。” 
电影卡司中的三位演员之前从来没有出现在任何影视作品中过：埃德桑德斯扮演托比亚斯，杰恩怀森纳扮演约翰娜，杰米·坎贝尔·鲍尔扮演安东尼。鲍尔在试镜4天后拿到该角色，他说道：“我差点尿了。接到电话的时候我正在外面购物。我的天啊，说真的，我就像一个小女孩一样在超市里跑来跑去，天啊天啊天啊天啊…”

### 拍摄
拍摄于 2007 年 2 月 5 日在Pinewood Studios开始，尽管德普女儿的病重短暂打断了拍摄节奏，拍摄依旧于同年5月11日按时结束。 自从1989年在伦敦拍摄了《蝙蝠侠》之后，波顿就将这座城市当作了自己的家，因为他也选择在伦敦为《理发师陶德》取景。 美术指导丹特法拉提通过改造弗利特街和其周边地区创造出了更黑暗和险恶的伦敦。最初波顿计划使用尽量少的道具，并在色键前拍摄，但最终舍弃了该设想，并称真实的布景能帮助演员进入音乐剧的思维境界：“让人在绿幕前唱歌会显得突兀。”
德普创造了他眼中陶德的形象。涂在眼周厚重的紫色和棕色妆容表达疲倦和愤怒，就像他从来不曾入睡似的。 波顿评价斯威尼陶德这个角色说道，“我们一直认为他是一个悲角，但不是一个悲剧性的反派。他基本上就是一个死人；唯一让他继续前进的东西本身就充满了悲伤色彩，这更显悲剧。你在他身上看不到其他任何东西。” 德普也发表了对该角色的见解：“他让席德韦瑟斯看起来像个天真无邪的报童。他的存在超越了黑暗。他已经死去，他已经死去多年了。” 德普提到了陶德黑发中的一缕白丝：“当时的想法是，他不仅被送走，还被无情关押，他因此而受到巨大的创伤。一缕白是那股怒火震怒的体现。它代表了对所发生的事情的愤怒。这个想法当然并不是第一次被使用，但它依旧能达到目的。它的存在就已经讲述了一个故事。我的兄弟从小身上就有一个白斑，后来他儿子的头发中也有类似陶德这样的白发。”
波顿坚持认为这部电影应该是血腥的，因为他觉得舞台剧对流血情节的弱化反而夺走了它的震撼力。对他来说，“陶德的一切都是如此的内在，以至于任何血腥的出现都是他情绪的释放。” 制片人理查德赛纳克称波顿明确计划将电影提升到一个超现实的，几乎类似《杀死比尔》的风格。我们对血肉横飞的割喉场景做过测试和实验，我记得我对波顿说，‘我的天，我们怎么敢这样做的？’”在片场，为了在去饱和彩色胶片上显示出正常血液的颜色，他们将使用的假血染成了橙色，工作人员也穿着垃圾桶袋以避免衣服被弄脏。 这令人毛骨悚然的基调让一些制片厂感到些许紧张。直到华纳兄弟，梦工厂和派拉蒙影业签约了该项目，其5000万美元的预算才被涵盖。 波顿说道：“电影制片厂对此保持冷静态度，因为他们理解这部电影的主旨。拍摄任何电影都是一次冒险，但能够做出既不完全属于音乐剧也不完全符合传统恐怖砍杀电影的东西实在是太酷了。” 
拍摄结束后，波顿谈到剧组时说："我只能说他们是我合作过的最好的剧组之一。全组都不是专业歌手，所以要完成这部我认为算得上最难的之一的音乐剧，大家都得拼尽全力。在片场的每一天对我来说都是非常、非常特别的。能听到所有人在片场放声歌唱，我不知道还能不能再有机会经历这一切。"波顿谈到唱歌时说，"你不能只是对口型，你得看到喉咙发力和每一次呼吸，每一场拍摄演员们都必须有所体会。对我来说，这是件非常愉快的事情，在片场的音乐下，每个人的动作都不一样。我看到约翰尼（德普）以一种我从未见过的方式演绎他的角色，穿过房间或坐在椅子上，拿起剃刀或做起馅饼。所有演员都以一种能让你切身感受到的方式来完成表演。"
德普也谈到了与巴伦-科恩的合作。当被问及科恩在现实生活中是什么样的人时（而非特指他演绎过的任意标志性角色），德普评价到 "他并不像我所想象的那样。我看着他演过的角色时不会想到，'这会是世界上最可爱的人'。他是个真正意义上的好人，一个绝对的绅士，有点优雅。我对他印象深刻。他有点像当代的彼得-塞勒斯"。

## 配乐
波顿希望避免传统的歌曲打断角色对话的表演形式，"我们不想让它成为我认为的传统音乐剧，充斥着大量的对话，然后唱歌。这就是为什么我们删掉了很多合唱和一些在街上唱歌和跳舞的场景。剧中很多角色都是压抑的，每个角色都有自己的情绪在里面，音乐是让他们表达感受的一种方式。"
他删掉了该剧著名的开场曲《陶德之歌》，解释说："既然可以身临其境，为什么还要让合唱团多此一举'？" 桑德海姆承认，在将音乐剧改编成电影时，必须保证剧情的持续推进，影片的音乐制作人迈克-海姆将缩短后的歌曲MP3文件发送给他，供其批准。其他几首歌曲也被剪掉了，桑德海姆指出，有 "许多变化、增减......不过......如果你顺其自然，我想你会体会到一个壮观的时刻。"为了营造一种更宏大、更电影化的感觉，配乐由舞台剧原编曲家乔纳森·图尼克重新编曲，他将乐团成员从27人增加到78人。
豪华完整版原声带于2007年12月18日发行。《纽约时报》的评论家将德普的歌声描述为 "刺耳而单薄，但惊人地有力"。另一位评论家补充说，尽管德普的声音 "没有多厚重的力量"，"他显然有很高的音乐敏锐度，因为他的音高非常好...。除了他良好的音准和乐句，他富有表现力的歌声也是塑造人物的关键。在这个斯威尼空洞、阴沉的外表下，他是一个被致命的愤怒所吞噬的人，每当他慢慢地呼吸，准备开口说话时，这种愤怒就会猛地爆发出来。然而，当他唱歌时，他的声音因支离破碎的悲伤而嘶哑。”

## 市场推广
该片在市场推广中没有将其作为一部音乐剧来宣传，这也引起了许多不同的声音。作家剧院的迈克尔-哈尔伯斯塔姆说："预告片中对音乐的弱化，有可能是制片人在展现居高临下的一种姿态--这种策略最终只能以营销悲剧收场。"在英国，一些观众在意识到该片是一部音乐剧后选择退场，并向广告标准局和贸易标准机构投诉该片的广告有故意误导之嫌。有关工作室选择了低调的营销方式。制片人沃尔特-帕克斯说："所有这些可以被称为推广困难的要素也可能是电影的最大优势"。华纳兄弟认为它应该采取与《无间行者》类似的营销方式，早期宣传中少量曝光，并不鼓励在宣传中大肆谈论奖项。

## 发行
《理发师陶德》于2007年12月21日在美国1249家影院上映，首映周末票房为9,300,805美元。2008年1月至2月期间，该片在全球范围内上映，在英国和日本表现良好。这部电影在美国和加拿大获得了52,898,073美元的票房，在其他市场获得了99,625,091美元的票房，全球总票房为152,523,164美元。美国马库斯影院公司最初因为无法与派拉蒙达成价格协议，并不打算在首映后继续放映这部电影，然而，在正式发行之前，争议及时得到了解决。

## 评论
尽管桑德海姆对将他的音乐剧改编成电影这件事持谨慎态度，但他对最终改编的结果印象深刻。《理发师陶德》获得了好评，其表演、视觉效果、制作设计、服装设计和对原音乐剧的忠实还原都受到了赞扬。影评聚合网站烂番茄报告称，根据232条影评，86%的影评人给出了好评，平均评分为7.70/10。该网站的评论一致是这样的:“这部恐怖的音乐剧充满了精髓和大木偶式的粗俗，执导完美，极具娱乐性。波顿娴熟地执导了这部音乐剧，让你不禁觉得他有多次类似经验。"Metacritic根据39条评论给这部电影打了平均分83分(满分100分)，这意味着“普遍好评”。 《理发师陶德》出现在许多影评人2007年十大最佳电影名单上。
在影评人中，《时代周刊》给它打了A-，并补充说:“波顿和德普向斯蒂芬·桑德海姆如同耀眼冷钢的配乐中注入了燃烧的激情。海伦娜·伯翰·卡特和所有出色的配角给这部音乐剧噩梦带来了大量的愤怒元素。这一切都太棒了。”《时代周刊》的理查德·科利斯(将这部电影评为2007年十大电影之一，排名第五。
《芝加哥太阳时报》的罗杰·埃伯特给了它四颗星，对波顿的视觉风格处理赞不绝口。托德·麦卡锡在《综艺》杂志的评论中称它“既犀利又迅捷”， “是斯蒂芬·桑德海姆1979年里程碑式的戏剧音乐剧令人满意的银幕版……多亏了蒂姆·波顿高度专注的导演，约翰·洛根专业的剧情紧扣，以及约翰尼·德普和海伦娜·伯翰·卡特在音乐上的精湛表演，这一切才以最完美的方式得以呈现。有凝聚力的艺术组合保证了这部电影将拥有迄今为止最多的观众，来欣赏桑德海姆的纯粹音乐剧。尽管具体到场的观众有多少，将取决于潜在上流观众中对血腥的容忍度，以及大众对高雅气息敬而远之的程度."。《娱乐周刊》的丽莎·施瓦茨鲍姆给了这部电影B +的评分，并说:“要呈现一部真正的《理发师陶德》，脖子必须被割开，人肉必须被压成糕点，血液应该注满死亡的喷泉和河流”。“蒂姆·波顿登场了，他借力于好莱坞资金，有着杰克逊·波洛克式热情，温柔地艺术指导了汤汁般浓稠、番茄般鲜红的血液"。她接着说，这部作品 "富丽堂皇、用心良苦......将桑德海姆的原创情节和波顿的标志性调料精细地混合在一起，很难想象还有哪位电影人能如此适合这项工作。”
EW的Chris Nashawaty给这部电影打了A-的评分分，他说："德普高亢的声音让你想知道他还隐藏了什么技巧......。看着德普饰演的理发师挥舞着手中的剃刀......很难不让人想起18年前《剪刀手爱德华》也曾疯狂地将树篱修剪成动物造型......如果波顿和德普从未相遇，我们将会错过所有扭曲的美丽。 "在《滚石》杂志中，彼得·崔维斯将其评为四星中的三星半，并补充说："《理发师陶德》从头到尾都是一部惊悚片：恐怖、畸形的搞笑和旋律上的惊悚......这部电影充满血腥的奇迹，它乘着桑德海姆最激动人心的乐曲的翅膀飞翔，整部影片既亲切又宏大，既恐怖又令人心碎。"与《时代》杂志一样，这位评论家在他2007年最佳电影名单中将本片排为第五。《好莱坞报道》的柯克·霍尼卡特说:“血和音乐并行非常令人不安。这与预期相反。波顿将这种直观的血腥推到观众面前，让他们感受到斯威尼痴迷的疯狂和熊熊怒火。波顿认为他和德普是彼此的另一个自我，而这样一个组合把斯威尼塑造成一个燃烧着愤怒和仇恨的黑暗深渊，吞噬着自己。他扎实的演技和惊人的好声音，让德普成为了一代又一代人印象中的的理发师陶德。"Harry Knowles对这部电影给予了高度评价，称这是波顿自《艾德伍德》以来最好的电影，也是他最喜欢的波顿执导的电影。他赞扬了整个剧组的付出，但指出由于影片中音乐剧性质的主导地位，可能不会吸引非音乐剧迷。

## 获奖和提名
在2008年1月的第65届金球奖上，《理发师陶德》获得了四项奥斯卡金像奖提名，并最终赢得了其中两项。该片获得了音乐剧/喜剧类最佳电影奖，德普因其饰演的斯威尼陶德而获奖。波顿被提名为最佳导演，海伦娜-博纳姆-卡特因其饰演的洛维特夫人而被提名。该片成功上榜美国国家评论协会2007年十大电影，波顿被授予最佳导演奖。该片还被提名英国电影和电视艺术学院的服装设计和化妆及发型两个奖项。《理发师陶德》在第80届奥斯卡金像奖上获得了三项奥斯卡提名:德普的最佳男主角;最佳服装设计奖;以及其最终获得的最佳艺术指导影片。德普凭借此片赢得了2008年MTV影视大奖的最佳反派奖，他在颁奖典礼上感谢影迷 "在这条非常愚蠢和奇怪的道路上一直陪伴着他"，并在青少年选择奖上获得了选择电影反派奖。在2008年Spike TV的尖叫奖上，这部电影获得了两个奖项:最佳恐怖电影和最佳恐怖电影或电视节目男演员(德普)
该影片被电影杂志《帝国》评为史上最伟大的500部电影中的第490名。

## 家庭媒体发行
《理发师陶德》的DVD于2008年4月1日在美国发行，并在同年5月19日在英国发行。蓝光版于2008年10月21日发行。 同日还宣布发行高清DVD，但随着该格式的停产，派拉蒙取消了这一版本的推广，转而选择在国际上发行蓝光版本。
到目前为止，DVD版本已售出约1,892,489份，带来了超过3800万美元的收入。